# شان کاستن
شان توماس کاستن (متولد ۲۳ نوامبر ۱۹۷۱) یک تاجر و سیاستمدار آمریکایی است که به عنوان نماینده ایالات متحده برای حوزه انتخابیه ششم ایلی‌نوی  خدمت می‌کند. این ناحیه جنوب غربی شیکاگو و همچنین بسیاری از حومه‌های داخلی جنوب غربی شیکاگو مانند داونرز گروو، ویتون، لیزل، اورلند پارک و وسترن اسپرینگز را پوشش می‌دهد. او یکی از اعضای حزب دمکرات است.
کاستن که در دوبلین، ایرلند، از والدین آمریکایی متولد شد، و در هارتسدیل، نیویورک بزرگ شد، در سال ۱۹۹۳ مدرک لیسانس هنر را در بیولوژی مولکولی و بیوشیمی از کالج میدلبری دریافت کرد. سپس به مدت دو سال به عنوان دانشمند در دانشکده پزشکی دانشگاه تافتز کار کرد.